# Mark Buijs
Mark Buijs (Herpt, 25 november 1968) is een Nederlands politicus en bestuurder. Hij is lid van de VVD. Sinds 18 juni 2024 is hij burgemeester van Roosendaal.

## Biografie
Buijs heeft rechten en economie aan de Universiteit van Tilburg gestudeerd en aan de HTS gestudeerd, maar niet voltooid. Tot 2006 is hij actief geweest als ondernemer, zowel als antiquair als galeriehouder. Hij is landelijk lid van de VVD, maar werd in 1999 gemeenteraadslid voor de lokale politieke partij Heusden Eén.
Buijs was van 2006 tot 2013 was hij wethouder ruimtelijke ordening, economische zaken en volkshuisvesting in Heusden. Vanaf 1 juni 2013 was hij burgemeester van Boxtel. Op 19 december 2018 werd hij burgemeester van Oosterhout. Sinds 18 juni 2024 is hij burgemeester van Roosendaal.
Buijs is getrouwd en heeft twee zoons.